# Ganbare! Nakamura-kun!!
Ganbare! Nakamura-kun!! (japonès: ガンバレ! 中村くん!!, lit. 'Ànims! Nakamura!!') és una sèrie de manga japonesa escrita i dibuixada per Syundei. La història és una comèdia romàntica d'institut protagonitzada per Nakamura, que s'enamora a primera vista del seu company de classe, Hirose, i que tracta sobre els seus intents per parlar-hi.
La sèrie es va publicar a la revista de manga Opera del 2014 al 2016, i va ser recopilada en un volum únic per Akane Shinsha el 2017. Una seqüela, Motto Ganbare! Nakamura-kun!! (もっとガンバレ！中村くん!!) , es va publicar del juny del 2017 al juny del 2021.
S'ha anunciat una adaptació de la sèrie a televisió d'anime.

## Argument
En Nakamura és un noi d'institut que s'enamora a primera vista d'un dels seus companys de classe, en Hirose. El problema és que encara no han parlat mai i en Nakamura és massa tímid per atrevir-s'hi. Es proposa fer-ho i se n'imagina diversos escenaris. Tanmateix, tots acaben en desastre, fins i tot s'espatllen abans de començar o de forma molt còmica, però malgrat tot en Nakamura no es rendeix.

## Contingut de l'obra

### Manga
Syundei va començar publicant il·lustracions i còmics curts d'en Nakamura a internet. El 2014 l'editor en cap de la revista BL de manga Opera de l'editorial Akane Shinsha va demanar a Syundei que dibuixés un còmic per omplir les pàgines buides d'un número de la revista. Aquell còmic, publicat al número de desembre de 2014 de la revista es va convertir posteriorment en el primer capítol de la sèrie. A partir de juny de 2015 els capítols del manga es van publicar periòdicament a la revista. Després el manga d'onze capítols va quedar recopilat en un únic volum, que va ser tret a la venda al Japó el 27 de maig de 2017. Posteriorment, el manga ha estat llicenciat a diversos països: als Estats Units per Seven Seas Entertainment, a Espanya per Milky Way Ediciones i a Itàlia per J-Pop.
Una seqüela d'aquest manga anomenada Motto Ganbare! Nakamura-kun!! es va publicar a la mateixa revista Opera del 28 de juny de 2017 al 30 de juny de 2021.
| - 01. En Nakamura fa aparició! (中村くん登場!!) - 02. La sorpresa del festival cultural! (文化祭でドッキリ☆) - 03. La seva guia amorosa és un manga BL?! (恋の教科書はBL漫画!?) - 04. No sabia que l'art podia ser tan intens! (芸術はバクハツだ!?) - 05. Vigilen els nois (男子たちは見られてる) - 06. Miracle en una nit d'estels fugaços! (星ふる夜のキセキ!) | - 07. "Protegeix aquell qui estimes!" (愛する人を守れ!) - 08. Àudio ☆ que fa bategar (トキメキ☆オーディオ) - 09. La tragèdia de G (Gの悲劇) - 10. S'ha de defensar la bona conducta escolar!! (学園の風紀を守れ!!) - 11. Crepuscle a Yokohama (たそがれの横浜) |

| - 01. L'estiu és una estació picant (夏はスバイシーな季節☆) - 02. El misteri del fantasma de l'escola? (学校の怪談?) - 03. Arriba el professor espartà! (スパルタ教師, 登場!) - 04. Un home molt gelós (オ人コイ嫉妬) - 05. Moriria per tu (君のためなら死ねる) | - 06. "Anem al saló de bellesa!" (美容室へ行こう!) - 07. Apareix un rival!? (ライバル登場!?) - 08. Ànims! Macho-man (目指せ! マッチョメン☆) - EX. Redibuixat (描きおろし) |

### Anime
El 16 d'agost de 2024 es va anunciar una adaptació animada de Ganbare! Nakamura-kun!!.

### Altres continguts
El 8 de setembre de 2021 va sortir a la venda una adaptació a sèrie radiofònica de Ganbare! Nakamura-kun!!. L'adaptació tenia Kappei Yamaguchi posant veu a Nakamura, Junko Takeuchi a veu Hirose i Tomoyuki Morikawa posant veu al narrador, amb música original d'OdiakeS. Un capítol especial exclusiu de 12 pàgines del manga hi venia inclòs.
Els personatges del manga van aparèixer en una cafeteria pop-up organitzada per Opera al barri Harajuku (Tòquio) del 16 de març al 8 d'abril de 2018. El cafè a més també en venia marxandatge i part del menú s'inspirava en la sèrie.

## Rebuda
Ganbare! Nakamura-kun!! va rebre bones crítiques. La sèrie va ser aclamada pel seu estil de dibuix retro, que Sean Gaffney de Manga Bookshelf compara favorablement amb mangues d'institut antics amb uniformes i pentinats més clàssics com Ranma ½ i Kimagure Orange Road. Anthony Gramuglia va assenyalar en la seva ressenya de la sèrie d'Anime Feminist que Ganbare! Nakamura-kun!! és "part d'una nova onada de manga [BL] que tracta més sobre la identitat que el sexe." Brittany Vincent, crític d'Otaku USA, va elogiar els elements de comèdia romàntica de la sèrie, clamant que Ganbare! Nakamura-kun!! era una "delícia especial per al públic LGBT amb ganes d'una comèdia romàntica dolça i retro".
El manga va quedar en 16a posició als premis BL de Chil Chil entre els volums de manga publicats el 2017.